# Pseudonaja textilis
Pseudonaja textilis là một loài rắn trong họ Rắn hổ. Loài này được Duméril, Bibron & Duméril mô tả khoa học đầu tiên năm 1854.
Đây là loài bản địa Australia, Papua New Guinea, và Indonesia. là loài rắn độc thứ hai trên thế giới, nọc độc được bao gồm neurotoxins và chất đông tụ máu. Chúng có thân dài trung bình 1,5-1,8 m và hiếm khi dài quá 2 m.
Pseudonaja textilis được tìm thấy ở hầu hết các môi trường sống ngoại trừ các khu rừng rậm. Pseudonaja textilis đã trở nên phổ biến hơn ở đất nông nghiệp và vùng ngoại ô của các khu vực đô thị, được hưởng lợi từ nông nghiệp do số lượng con mồi chính của nó, chuột nhà. Loài này là loài đẻ trứng. Theo Liên minh Bảo tồn Thiên nhiên Quốc tế (IUCN), loài rắn này được coi là loài ít được quan tâm, mặc dù tình trạng của chúng ở New Guinea không được nhiều người biết đến.
Được coi là loài rắn đất có nọc độc thứ hai trên thế giới sau rắn Taipan nội địa (Oxyuranus microlepidotus), dựa trên giá trị liều gây chết trung bình LD50 (dưới da) ở chuột, nó là nguyên nhân gây ra khoảng 60% số ca tử vong do rắn cắn ở Úc. Nọc độc chính của nó ảnh hưởng đến hệ tuần hoàn — rối loạn đông máu, xuất huyết (chảy máu), trụy tim mạch và ngừng tim. Một trong những thành phần chính của nọc độc là pseutarin-C phức hợp prothrombinase, có tác dụng phân hủy prothrombin.

## Hình ảnh

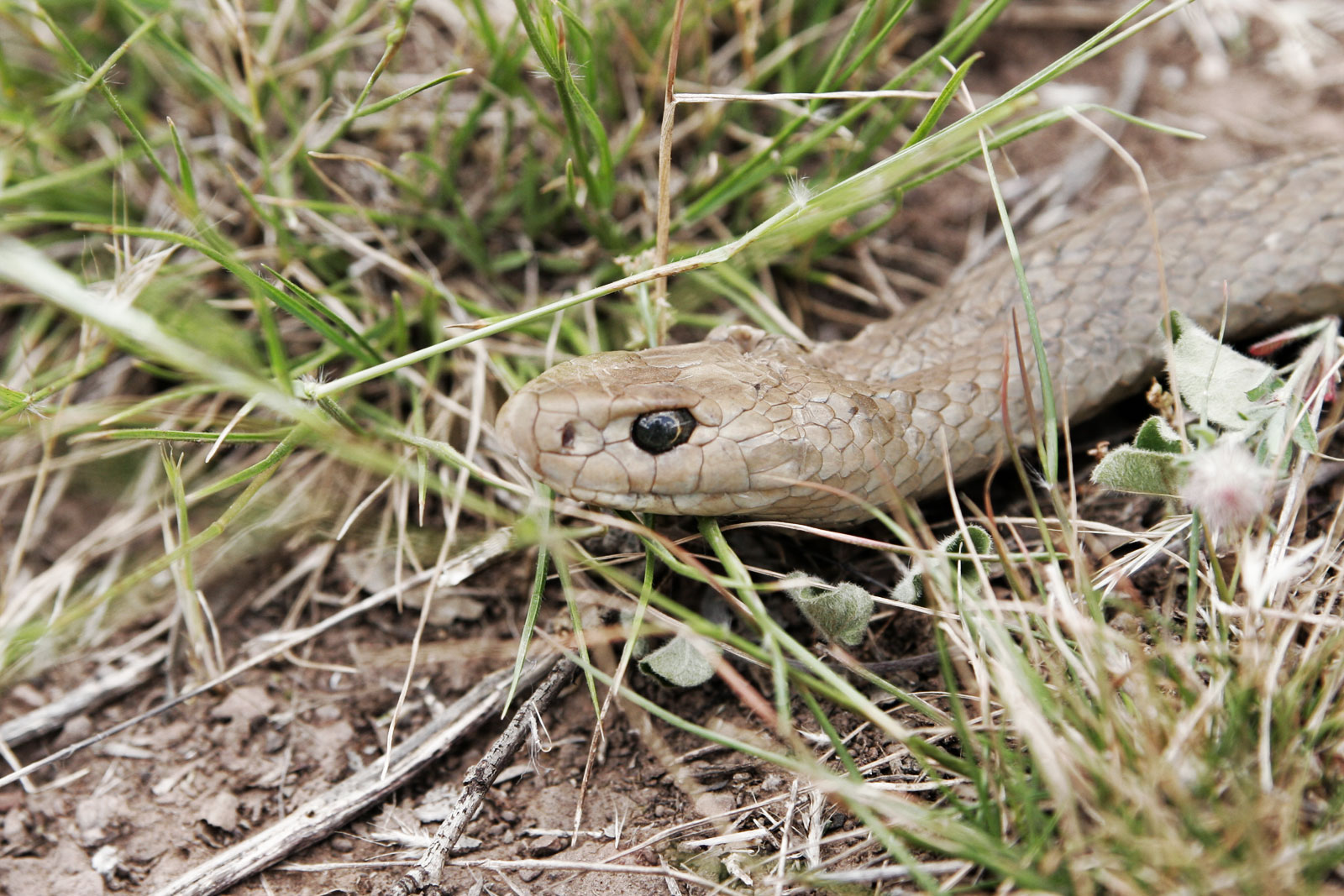
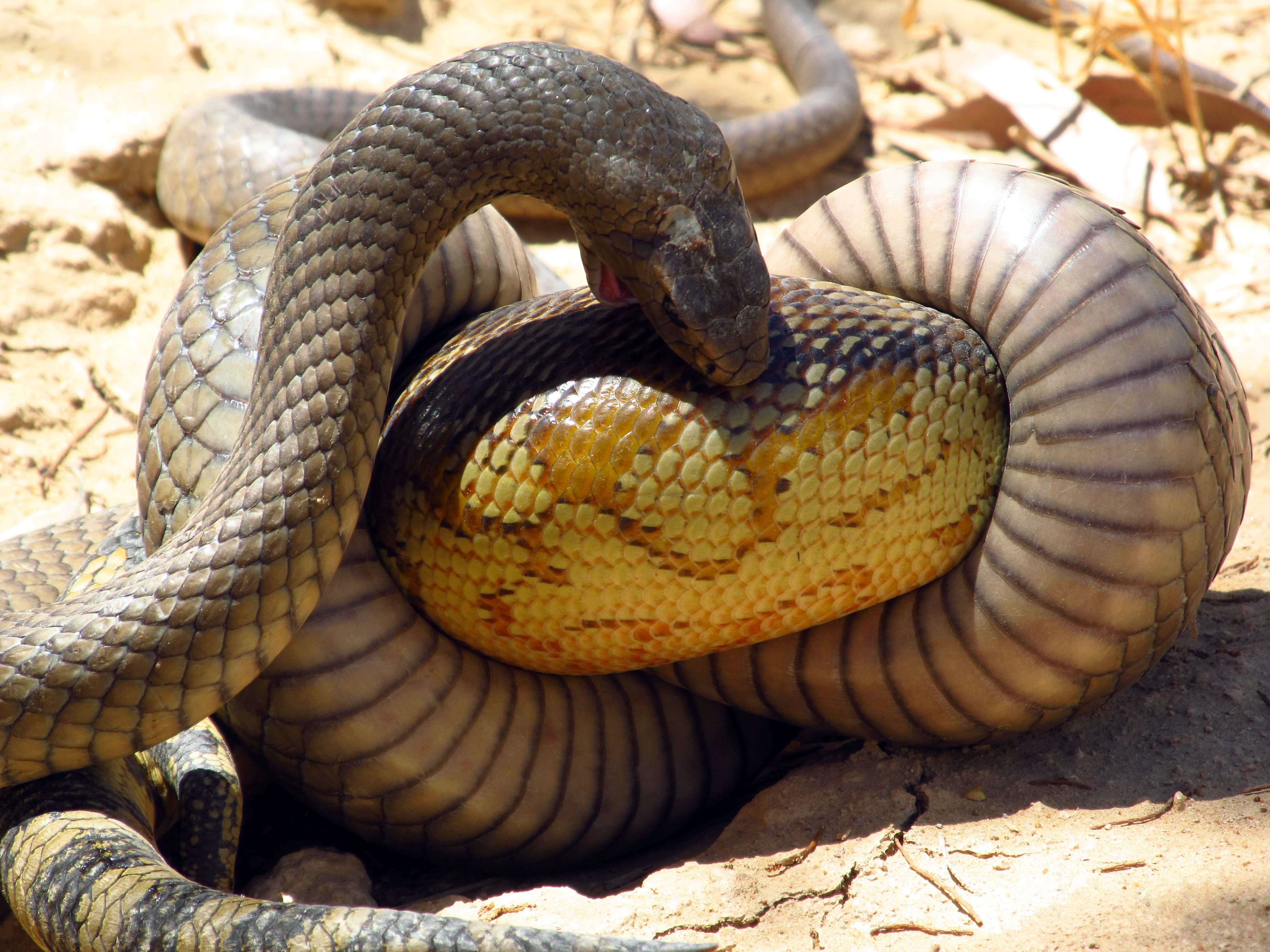
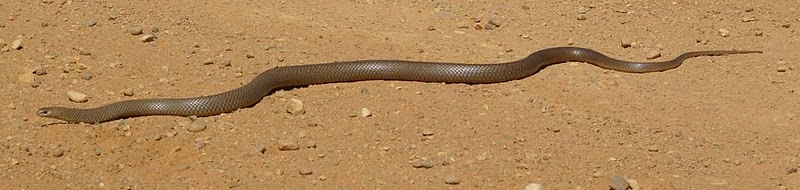
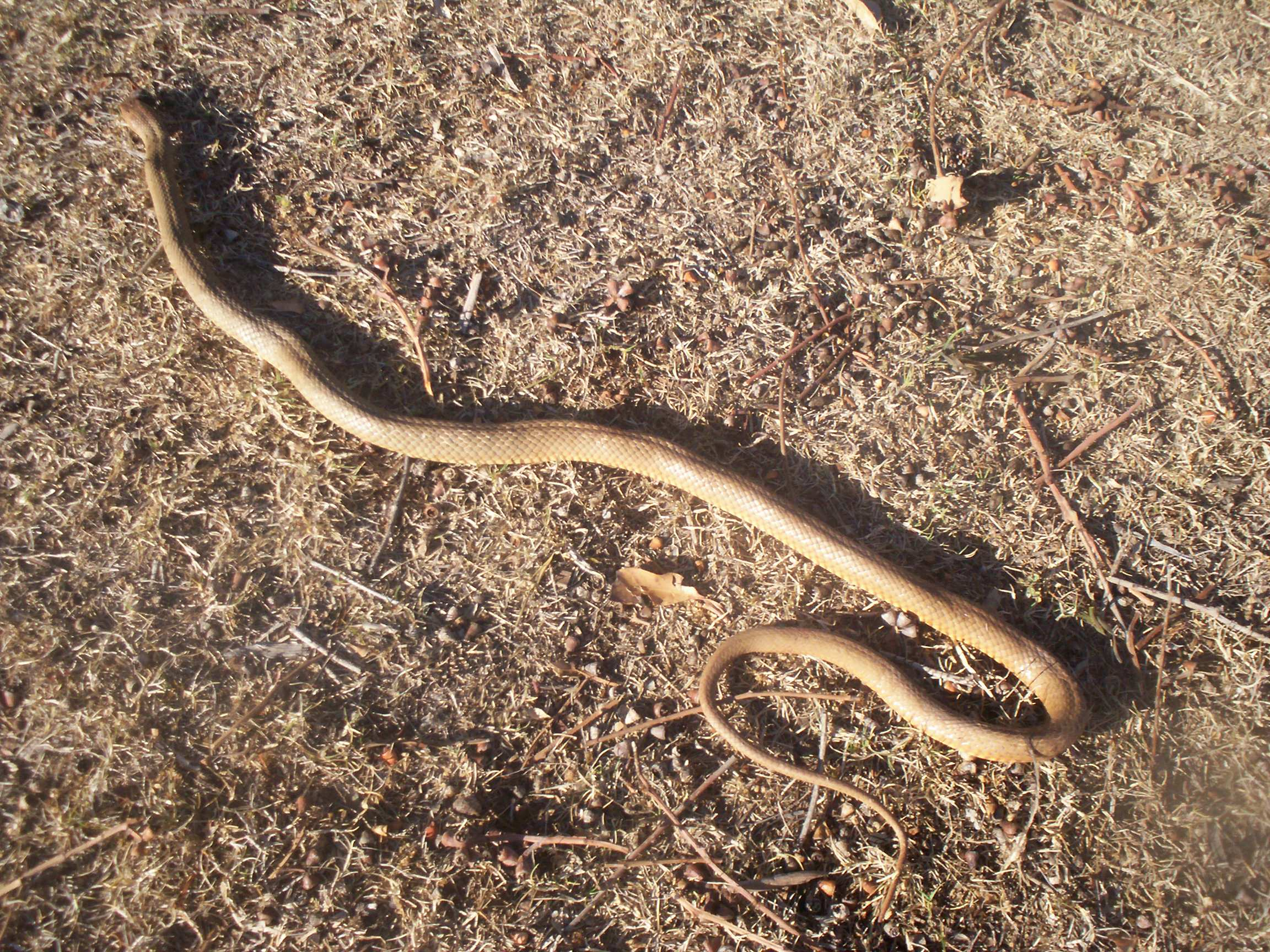